# بخش فیگوئروا
بخش فیگوئروا (به اسپانیایی: Departamento Figueroa) یک منطقهٔ مسکونی در آرژانتین است که در استان سانتیاگو دل استرو واقع شده‌است.